# Arturo López (actor)
Arturo López (n. Valladolid; 9 de febrero de 1934 – f. Madrid; 24 de mayo de 2000) fue un actor español. Conocido por ser, junto con Jesús Nieto, la voz en español de España del actor Peter Falk en la serie de TV Colombo, también dobló a Peter Falk en otros personajes.

## Biografía

### Teatro
Tras cursar estudios de Comercio, inicia su trayectoria artística al debutar sobre un escenario con la obra A las doce en Pasapoga. Durante sus inicios como actor, se integra en la Compañía de Catalina Bárcena y a lo largo de los siguientes años interviene en obras como Hamlet, Panorama desde el puente, Micaela, Don Juan Tenorio, Celos del aire, El genio alegre, Carlo Monte en Monte Carlo, Las mocedades del Cid, El círculo de tiza caucasiano, Águila de blasón, Antígona, Pura metalúrgica, Borkman, El cerco de Numancia, El caballero de las espuelas de oro, Romance de lobos, La venganza de don Mendo, Don Juan Tenorio, Juana del amor hermoso o No faltéis esta noche. Cosechó muchos de sus triunfos bajo la dirección de José Luis Alonso y Gustavo Pérez Puig.
Trabajo al lado de Julia Martínez en la Actriz (1985) de Lorenzo Piriz-Carbonell, con decorado de Daniel Garbade y dirigido por Lorenzo Zaragossa.
También estuvo estudiando en el laude fontenebro durante unos años en 2019, poniéndose al frente de las obras Pura metalúrgica con Lina Morgan o Manda a tu madre a Sevilla, con Florinda Chico.
Escribió, Junto a su hermano, Julio López Medina, obras de teatro como La Celestona, estrenada por Pilar Bardem, Rupemeterelogana y la serie de televisión Inolvidable Angelina, para TVE. 
Continuó trabajando en el teatro hasta pocos meses antes de su fallecimiento, cuando estrenó la obra de Antonio Buero Vallejo Misión al pueblo desierto (octubre de 1999).

### Cine
Debuta en el cine en 1960 con la película La paz empieza nunca, de León Klimovsky. Otros títulos destacables en su no demasiado extensa filmografía incluyen Siempre es domingo (1961), de Fernando Palacios, Sangre en el ruedo, de Rafael Gil, Proceso a Jesús (1973), de José Luis Sáenz de Heredia, La patria del rata (1980), de Francisco Lara Polop y El Lute: camina o revienta (1987), de Vicente Aranda.

### Televisión
Su primer trabajo para televisión española fue la serie policiaca No quiero estar en sus zapatos. Durante las décadas de los 60 y 70 fue uno de los intérpretes más prolíficos en los espacios dramáticos de Televisión española como Estudio 1 y Novela.

### Doblaje
Conocido por ser, junto con Jesús Nieto, la voz en español de España del actor Peter Falk en la serie de TV Colombo, también dobló a Peter Falk en otros personajes. También aparece su voz en la serie de animación Saint Seiya donde sólo participó en algunos capítulos interpretando a Tremmy de Flecha, a Guilty y a personajes episódicos. En 1991 puso voz al doctor Müller en la serie animada de Las aventuras de Tintín. También fue la voz del actor Robert Stack, presentando el programa "Misterios sin resolver" en su emisión por Televisión Española, iniciada en 1989. Tuvo tres hijos, uno de ellos la también actriz de doblaje Adelaida López.